# 奥伦哈德
奥伦哈德是德国莱茵兰-普法尔茨州的一个市镇。总面积5.01平方公里，总人口133人，其中男性64人，女性69人（2011年12月31日），人口密度27人/平方公里。